# Carex quebecensis
Carex quebecensis är en halvgräsart som beskrevs av Ernest Lepage. Carex quebecensis ingår i släktet starrar, och familjen halvgräs. Inga underarter finns listade i Catalogue of Life.